# Playa Salahua
La Playa Salahua se encuentra en el municipio de Manzanillo, en Colima, México. Esta playa es la continuación hacia el poniente de la Playa Azul, en la Bahía de Manzanillo. La playa es larga y ancha, de pronunciada pendiente y arena amarilla de textura media así como de un oleaje entre fuerte y regular, pero debido a la fuerte pendiente se recomienda nadar con precaución pues muchas partes tienen la bandera roja de zona peligrosa para nadar. No obstante es ideal para asolearse y divertirse. En ella se practica la pesca de fondo con anzuelo y se obtiene guachinango y pargo, además de otras especies menores. La historia narra que en tiempos de los grandes galeones, Salahua era frecuentada por piratas y bucaneros. El Galeón de Manila era una embarcación que traía a Nueva España lujosos objetos chinos y japoneses para comercializar productos que eran pagados con cargamentos de plata, mineral que abunda en México.
- Datos: Q5473948